# 레인포리스트 카페

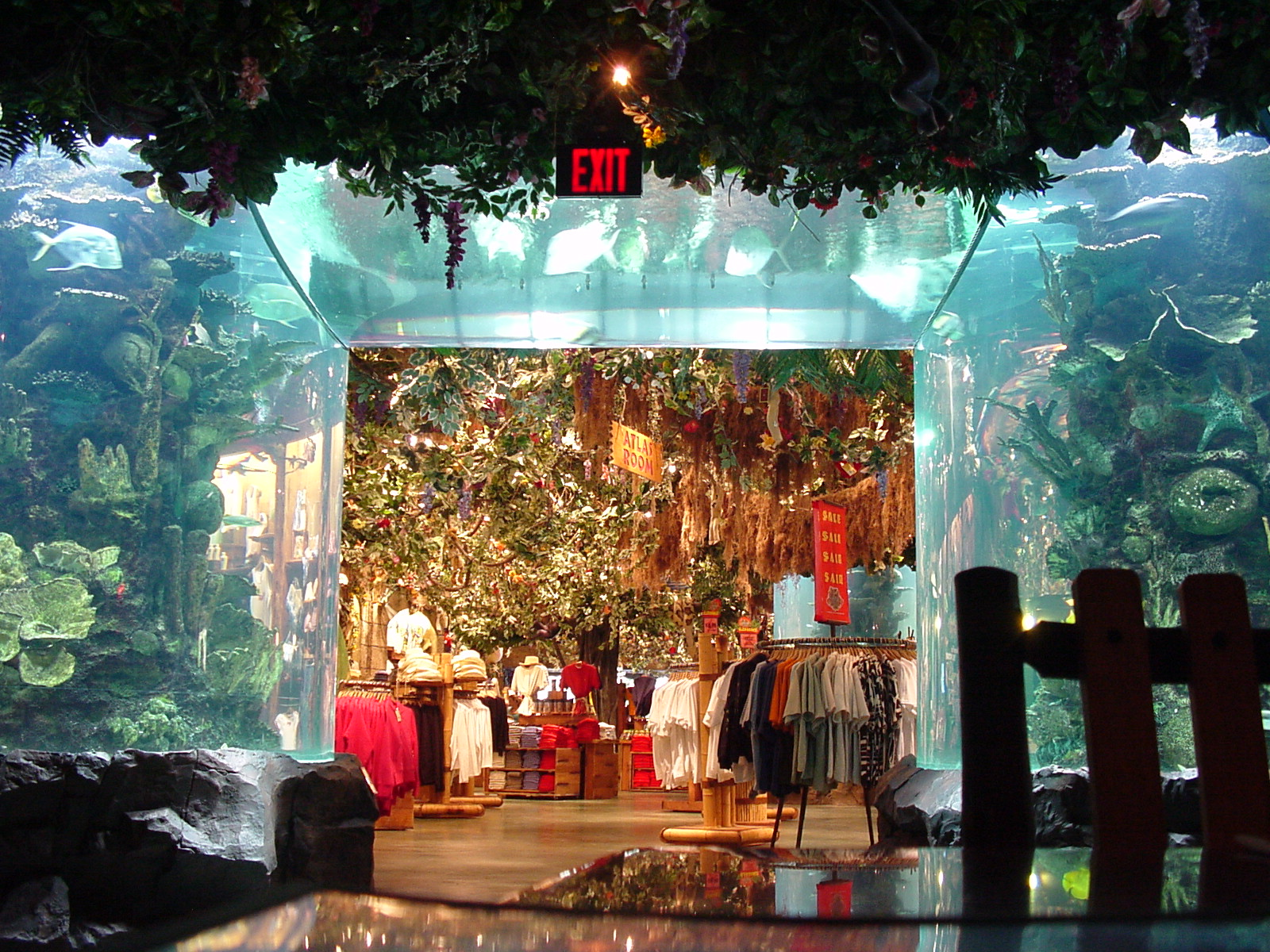
디즈니 월드에 있는 레인포리스트 카페

레인포리스트 카페(영어: Rainforest Cafe)는 미국의 랜드리스(Landry's, Inc)가 소유한 정글 테마 레스토랑 체인점이다. 1994년에 스티븐 슈슬러가 미네소타주 블루밍턴에서 창업하였고, 점차 전국으로 전개되었다. 2000년에는 랜드리스에 매각되어 지금까지 멕시코, 캐나다, 프랑스, 영국, 일본, 아랍에미리트에 전개되고 있다. 본사는 텍사스주의 휴스턴에 있다.